# Eilema tortricoides
Eilema tortricoides là một loài bướm đêm thuộc phân họ Arctiinae, họ Erebidae.